# 若林つや
若林 つや（わかばやし つや、1905年11月 - 1998年9月）は、日本のプロレタリア作家。本名、杉山 みつゑ。

## 略歴
- 1905年11月 静岡県田方郡下狩野村（現・伊豆市）加殿の農家に生れる。
- 1918年3月 静岡県下大見尋常高等小学校（現・伊豆市立中伊豆小学校）卒。
- 1919年3月 静岡県田方郡の教員養成所を終了、準教員の資格を得る。
- 1919年4月 静岡県下狩野尋常高等小学校（現・伊豆市立修善寺東小学校）に赴任。
- 1926年3月 静岡県女子師範学校（現・静岡大学教育学部）本科第二部卒。
- 1926年4月 静岡県下大見尋常高等小学校（現・伊豆市立中伊豆小学校）訓導（教諭）に就任。
- 1928年4月 静岡県伊東尋常高等小学校（現・伊東市立西小学校）訓導（教諭）として赴任。
- 1929年10月 『女人芸術』に投稿、連盟員となる。
- 1929年11月 東京都への出向を命じられる。
- 1929年12月 静岡県伊豆多賀尋常高等小学校（現・熱海市立多賀小学校）に転任。
- 1931年3月 静岡県伊豆多賀尋常高等小学校退職。
- 1931年4月 上京。
- 1931年7月 ソヴェートの友の会事務局へ就職。プロレタリア作家同盟加入。
- 1931年9月 小説『押し寄せる波』（『女人芸術』4巻1号掲載）が、『東京朝日新聞』文芸時評で小林多喜二に評される。
- 1933年6月 『輝ク』3号から編集を担当。
- 1934年6月 第1次『現実』に参加。
- 1938年3月 『日本浪曼派』に参加。
- 1939年5月 『双紙』同人となる。
- 1939年6月 出版社『ぐろりあ・そさえて』に就職。同社は洋行帰りの伊藤長蔵（播磨の大地主伊藤家出身）が設立した出版社で[1]、小説や歌集、評論を多く出していた。
- 1944年6月 財団法人民族学協会調査部に就職。
- 1952年5月 『女人像』同人となる。この時からペンネームを「杉山美都枝」とする。
- 1972年3月 財団法人民族学振興会を退職するが、後任者の病欠などにより1987年3月まで常勤・非常勤として勤務。
- 1998年9月 天城湯ヶ島町（現・伊豆市）にて逝去。

## 主な作品
- 小説『光を感ずる子』、昭和4年
- 小説『押し寄せる波』、昭和6年
- 小説『集団の力』、昭和7年
- 小説『女子青年団』、昭和8年
- 小説『おいらん草』、昭和9年

## 参考資料
- 『白き薔薇よ：若林つやの生涯』堀江朋子著、図書新聞、2003年刊
- 『再発見 熱海市民の近代史』加藤好一著、自費出版、2003年刊